# گلزار (کارگردان)
گلزار (انگلیسی: Gulzar؛ زادهٔ ۱۸ اوت ۱۹۳۴) کارگردان، فیلم‌نامه‌نویس، تهیه‌کننده، شاعر و نویسنده اهل کشور هند است. وی ورود به صنعت سینما را با ترانه‌سرایی آغاز نمود.

## جوایز
وی تاکنون برندهٔ جوایزی همچون جوایز فیلم‌فیر شده است.